# Zafarraya
Zafarraya é um município da Espanha na província de Granada, comunidade autónoma da Andaluzia, de área 58 km² com população de 2165 habitantes (2007) e densidade populacional de 37,91 hab/km².

## Demografia
| Variação demográfica do município entre 1991 e 2004 | Variação demográfica do município entre 1991 e 2004 | Variação demográfica do município entre 1991 e 2004 | Variação demográfica do município entre 1991 e 2004 |
| --------------------------------------------------- | --------------------------------------------------- | --------------------------------------------------- | --------------------------------------------------- |
| 1991                                                | 1996                                                | 2001                                                | 2004                                                |
| 2205                                                | 2227                                                | 2258                                                | 2202                                                |